# آندرسون کاروالیو
آندرسون کاروالیو (به پرتغالی: Anderson de Carvalho Santos) هافبک اهل برزیل است که در شهر کوباتو - Cubatão و در تاریخ ۲۰ مهٔ ۱۹۹۰ به دنیا آمده‌است.
آندرسون کاروالیو در تیم‌های فوتبال سانتوس سابقهٔ حضور دارد.